# تانغ تيان
تانغ تيان هو لاعب كرة قدم صيني في مركز الدفاع، ولد في 3 مارس 1977 في داليان في الصين. لعب مع برسيبورا جايابورا وجيانغسو سونينغ ونادي تشانغتشون ياتاي ونادي داليان شيده ونادي شانغهاي بودونغ لكرة القدم.

## وصلات خارجية
- تانغ تيان على موقع قاعدة بيانات كرة القدم.إي يو (الإنجليزية)
- تانغ تيان على موقع Soccerway.com (الإنجليزية)